# Sanilhac-Sagriès
Sanilhac-Sagriès is een gemeente in het Franse departement Gard (regio Occitanie) en telt 785 inwoners (1999). De plaats maakt deel uit van het arrondissement Nîmes.

## Geografie
De oppervlakte van Sanilhac-Sagriès bedraagt 22,2 km², de bevolkingsdichtheid is 35,4 inwoners per km².
De onderstaande kaart toont de ligging van Sanilhac-Sagriès met de belangrijkste infrastructuur en aangrenzende gemeenten.

## Demografie
Onderstaande figuur toont het verloop van het inwonertal (bron: INSEE-tellingen).
1. ↑  Populations de référence 2022.